# British Rail Class 375
British Rail Class 375 "Electrostar" – typ elektrycznych zespołów trakcyjnych, produkowanych przez zakłady w Derby, należące początkowo do firmy Adtranz, przejętej w 2001 przez Bombardier Transportation. Klasa ta wchodzi w skład rodziny pociągów Electrostar (inne jednostki z tej rodziny to British Rail Class 357, British Rail Class 376 i British Rail Class 377). Obecnie jedynym przewoźnikiem eksploatującym tego typu pociągi jest firma Southeastern, posiadająca 97 zestawów. 

## Linki zewnętrzne

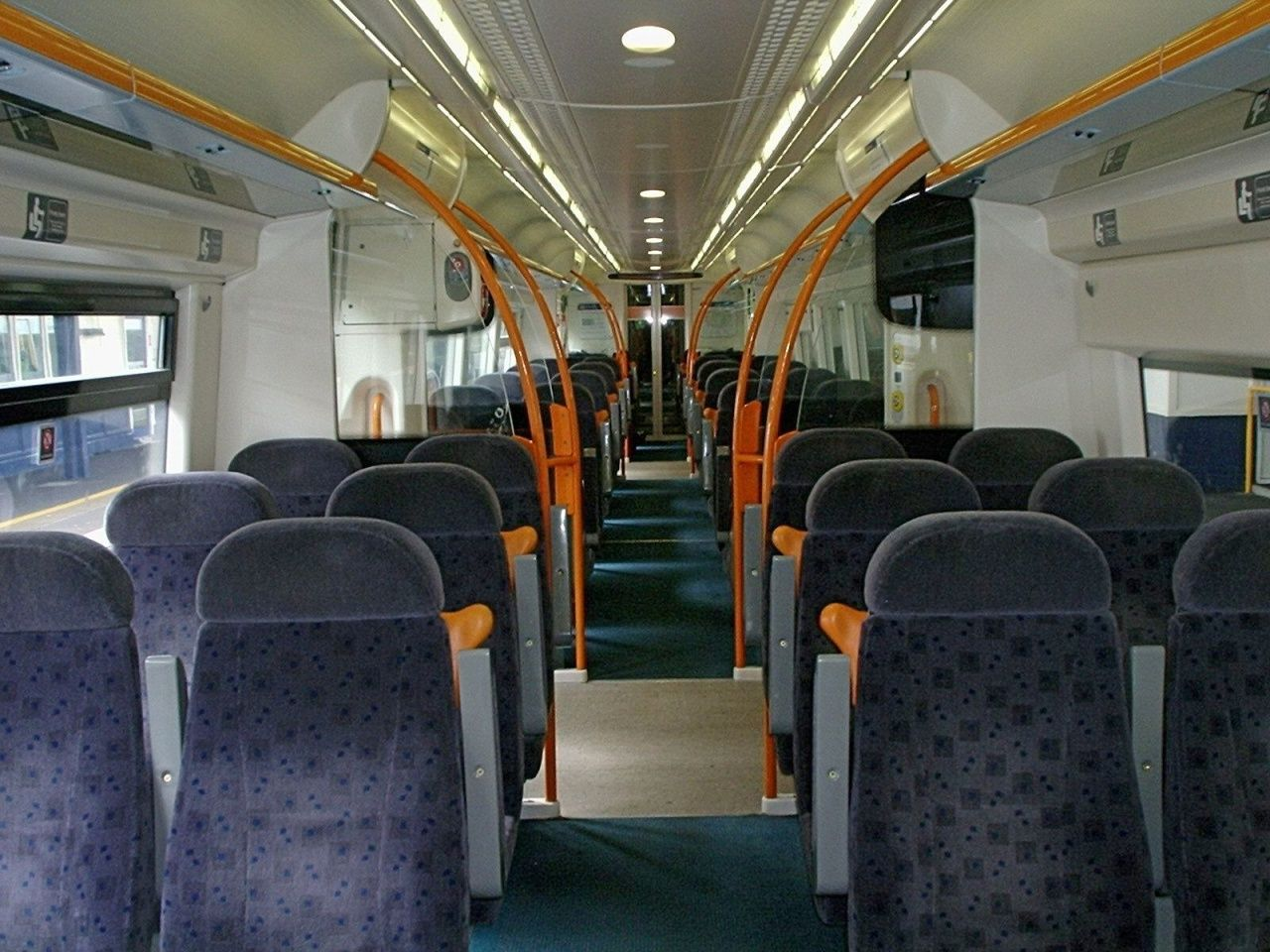
Wnętrze pociągu